# Episodi de La famiglia Hogan (prima stagione)
La prima stagione della serie televisiva La famiglia Hogan è stata trasmessa in anteprima negli Stati Uniti d'America dalla NBC tra il 1º marzo 1986 e il 19 maggio 1986.
| nº | Titolo originale     | Titolo italiano | Prima TV USA   | Prima TV Italia |
| -- | -------------------- | --------------- | -------------- | --------------- |
| 1  | Old Enough           |                 | 1º marzo 1986  |                 |
| 2  | The Six              |                 | 3 marzo 1986   |                 |
| 3  | The Wrong Stuff      |                 | 10 marzo 1986  |                 |
| 4  | One of the Boys      |                 | 17 marzo 1986  |                 |
| 5  | Benefit of the Doubt |                 | 24 marzo 1986  |                 |
| 6  | Dog Day Afternoon    |                 | 31 marzo 1986  |                 |
| 7  | Happy Anniversary    |                 | 7 aprile 1986  |                 |
| 8  | This Son for Hire    |                 | 14 aprile 1986 |                 |
| 9  | Sick House           |                 | 5 maggio 1986  |                 |
| 10 | Executive Material   |                 | 19 maggio 1986 |                 |